# Werner Helfen
Werner Helfen (* 16. Juli 1914 in Brotdorf; † 20. Dezember 2004 in Gernsbach) war ein deutscher Polizist und Widerstandskämpfer gegen den Nationalsozialismus.

## Leben
Werner Helfen wurde im Saarland geboren. Nach Volksschule und Arbeits- beziehungsweise Wehrdienst machte er eine Ausbildung zum Polizeioffizier. Unter anderem arbeitete er in Mannheim, Offenburg, im Saargebiet, Heidelberg und Wiesbaden. Ab dem Juni 1941 war in der besetzten Tschechoslowakei (Protektorat Böhmen und Mähren) eingesetzt. Helfen freundete sich mit einigen Tschechen an und warnte sie vor den Plänen der Gestapo. 1942 wurde er bei Kolin in der Tschechoslowakei stationiert, wo er als Stellvertreter des Kommandeurs tätig war. Dabei meldete er häufig Fehlanzeigen an die Gestapoleitstelle in Prag, ohne dass dies ihn in ernste Schwierigkeiten brachte.
Im Mai 1944 kam er nach Châlons-en-Champagne, wo er völkerrechtswidrige Waffen samt Patronen in der Marne versenken ließ. Er war formal im Recht, weil die Waffen gegen die Haager Landkriegsordnung  verstießen. Die Gestapo erfuhr von der Versenkung und ließ ihn am 21. August 1944 verhaften (nach dem Attentat auf Hitler am 20. Juli 1944 war der NS-Staat besonders aktiv bei der Verfolgung tatsächlicher oder vermeintlicher Opposition zum NS-Regime). Das SS- und Polizeigericht in Vittel verurteilte ihn wegen schwerer Wehrmittelbeschädigung zum Tode sowie zum Verlust der bürgerlichen Ehrenrechte. Er wurde ins Sicherungslager Schirmeck-Vorbruck im Elsass deportiert, wo er Zeuge eines Massakers der SS an Kriegsgefangenen war.
Mit der Auflösung des Lagers wurde er in das Ausweichlager Rotenfels gebracht. Anschließend sollte er nach Straßburg verlegt werden. Auf dem Transport im November 1944 gelang ihm mit Hilfe des Polizeiobermeisters Ostertag die Flucht. Er kehrte zu seiner Frau nach Offenburg zurück, wo er sich eine gewisse Zeit versteckt hielt. Am 3. Dezember 1944 wurde er offiziell von Heinrich Himmler begnadigt, allerdings erfolgte eine sofortige Einberufung in die SS-Sturmbrigade Dirlewanger. Helfen entging dieser Einberufung in das von Oskar Dirlewanger geleitete Sondereinsatzkommando, das für zahlreiche Kriegsverbrechen berüchtigt war, indem er sich bis zum Ende des Krieges versteckt hielt.
1948 wurde er zum Leiter der Schutzpolizei in Offenburg. Er wurde am 23. Februar 1956 fristlos aus dem Dienst entlassen, nachdem das Innenministerium entschieden hatte, dass er während der Zeit des Nationalsozialismus zurecht angeklagt gewesen sei. Die Zeit, Der Spiegel, die Süddeutsche Zeitung und andere Medien veröffentlichten Kommentare, dass diese Entlassung ein Skandal sei. Erst nach einem weiteren Prozess wurde Helfen wieder eingestellt. Er wurde nach Rastatt versetzt, wo er bis zu seiner Pensionierung 1974 das Polizeikommissariat leitete.